# 진덕여왕
진덕여왕(眞德女王, ? ~ 654년 3월, 재위 : 647년 1월 ~ 654년 3월) 또는 진덕왕(眞德王)은 신라 제28대 왕이며 두번째 여왕이다. 성은 김(金), 휘는 승만(勝曼)이다. 진평왕의 동생인 국반 갈문왕(國飯葛文王)과 월명부인 박씨(月明夫人 朴氏)의 딸이다. 《삼국사기》는 진덕여왕을 성골(聖骨) 출신의 마지막 왕으로 기록하고 있다.
사촌 언니인 선덕여왕의 유언에 따라 즉위하였으며 647년부터 648년까지 상대등 알천이 대리청정하였고 648년부터 654년 붕어할 때까지 친정하였다. 재위 중에 연호는 태화(太和)이며 647년부터 650년까지 사용하였고 이후 당의 연호를 사용하였다.

## 생애
현존하는 역사서에 출생연도에 관한 기록이 전하지 않는다. 다만 즉위 당시 60세 가까웠던 나이로 학자들은 추정한다. 아버지는 국반 갈문왕으로, 진흥왕의 태자였던 동륜(銅輪)의 아들이며, 어머니는 박씨 성을 가진 만천 갈문왕의 딸인 월명부인이다. 진평왕의 조카이며 선덕여왕의 사촌동생이자 태종무열왕의 어머니인 천명공주와도 사촌지간이다.
자태가 풍만하고 아름다웠으며 키는 7척이었고 팔이 무척 길어 쭉 뻗으면 무릎까지 닿았다. 이러한 신체적 특징은 부처의 모습을 갖춘 보살에 비유되었을 것으로 해석되고 있다. 647년 사촌언니인 선덕여왕이 비담의 난을 토벌하던 도중에 서거하자 왕위를 계승하여 즉위하였다. 당 태종이 사신을 보내 부절(符節)을 가지고 선덕여왕을 광록대부(光祿大夫)로 추증하고, 아울러 진덕여왕을 주국(柱國) 낙랑군왕(樂浪郡王)으로 책봉하였다. 가을 7월에 신라는 사신을 당나라에 보내 은혜에 감사하였다.
진덕여왕은 왕위 계승자로 내정된 김춘추의 양보로 즉위하였으며, 김춘추와 김유신의 보좌에 힘입어 즉위한 지 9일 만에 비담의 난을 종식시켰다. 비담을 비롯한 반란군은 김유신의 뛰어난 전술에 밀려 결국 궤멸되었다. 반란군을 토벌한 진덕여왕은 알천을 상대등에 임명하고 대아찬 수승을 우두주(牛頭州)의 영주로 임명 하는 등 왕권 강화를 통한 정치적 개혁을 실시함과 동시에 국내 안정을 꾀하여 비교적 안정된 위치에서 정무를 집행하였다.
그러나 백제가 신라의 내정이 내분으로 불안해진 틈을 타 그해 음력 10월 신라를 침공하였다. 이에 진덕여왕은 김유신을 출전시켜 백제군에 대적하도록 하였다. 이렇듯 백제의 지속적인 공략에 밀려 고전을 면치 못하던 신라는 설상가상으로 고구려까지 신라 공격에 가세하자 진퇴양난의 신세가 되었다.
648년, 고구려와 백제의 압박과 공세를 피하기 위한 타개책으로 군사 지원을 얻기 위해 김춘추를 당나라에 사신으로 파견하였다. 이로써 나·당동맹(羅唐同盟)이 체결되었다.
649년 봄 정월, 처음으로 중국의 의관(衣冠)을 착용하였다. 650년 6월, 독자적 연호인 태화(太和)의 사용을 중지하고 당나라의 연호인 영휘(永徽)를 사용하였다.
651년 봄 정월 초하루, 임금이 조원전(朝元殿)에 나아가 백관으로부터 새해인사를 받았다. 새해에 하례하는 예식은 이때부터 시작되었다. 2월, 품주(稟主)를 집사부(執事部)로 고치고 파진찬 죽지를 집사중시(執事中侍)로 삼아 기밀업무를 관장케 하였다. 파진찬 김인문을 당나라에 보내 조공하고 머물러 숙위하게 하였다.
654년 봄 3월, 붕어하였다. 시호를 진덕(眞德)이라 하고 사량부(沙梁部)에 장사 지냈다. 당 고종이 이를 듣고 영광문(永光門)에서 애도를 표하고 태상승 장문수(張文收)를 사신으로 삼아 부절을 가지고 조문케 하였으며, 진덕왕에게 개부의동삼사(開府儀同三司)를 추증하고 부의로 비단 3백 필을 내려주었다. 사후 시안에 있는 당 태종의 능인 소릉에서 진덕여왕의 하반신 모습을 조각한 석상이 발견되었다.

## 태평송
진덕여왕은 당 태종이 죽고 고종이 즉위하자 650년 6월, 김춘추의 아들 법민을 사신으로 보내 직접 지은 시인 '《태평송(太平頌)》'을 지어 바쳤는데 당나라의 왕업과 황제의 은덕을 칭송하는 내용의 글이다.
 
위대한 당나라 왕업(王業)을 여니, 높고도 높은 황제의 길 창창히 빛나네.
전쟁을 그쳐 천하를 평정하고, 문물을 닦아 백대를 이어가리.
하늘을 본받음에 은혜가 비오듯 하고, 만물을 다스림에 도리와 한몸 되네.
지극히도 어질어 해와 달과 짝하고, 운까지 때맞추니 언제나 태평하네.
크고 작은 깃발들은 저다지도 번쩍이며, 징소리 북소리는 어찌 그리 우렁찬가.
외방 오랑캐 명을 거역하는 자는, 칼날에 엎어지는 천벌을 받으리라.
순박한 풍속이 곳곳에 퍼지니, 먼 곳 가까운 곳 상서(祥瑞)로움 다투네.
사계절이 옥촉(玉燭)처럼 조화롭고, 해와 달과 별들이 만방에 두루 도네.
산악의 정기 받아 어진 재상 내리시며, 황제는 충후한 인재를 등용하도다.
삼황과 오제의 덕망이 하나되어, 우리 당나라를 밝게 비추리라.
 — 태평송, 진덕여왕 지음

## 연호
진덕여왕은 즉위 해인 647년 정월부터 가을 7월까지 인평(仁平)의 연호를 사용하다 태화(太和)로 개원하였다. 647년 7월부터 650년 6월까지 태화(太和)의 연호를 사용하였으나 이후 당 고종의 연호인 영휘(永徽)를 사용하였다. 태화는 신라가 독자적으로 사용한 마지막 연호이다.
| 인평 仁平 | 14년  | 태화 太和 | 원년  | 2년   | 3년   | 4년   |
| 인평 仁平 | 647년 | 태화 太和 | 647년 | 648년 | 649년 | 650년 |
| 인평 仁平 | 정미  | 태화 太和 | 정미  | 무신  | 기유  | 경술  |

## 가계
- 조부 : 동륜태자(銅輪太子, ? ~572)
- 조모 : 만호부인(萬呼夫人)
  - 부 : 국반 갈문왕(國飯葛文王)
  - 모 : 월명부인 박씨(月明夫人 朴氏)
    - 배우자 : 김기안(金基安)?
- 외조부 : 만천 갈문왕[7](滿天葛文王)

## 진덕여왕이 등장하는 작품
- 《원효대사》 (KBS, 1986년~1986년, 배우 : 황정아)
- 《삼국기》 (KBS, 1992년~1993년, 배우 : 유루나)
- 《대왕의 꿈》 (KBS, 2012년~2013년, 배우 : 손여은)
- 《한국사기》(KBS, 2017년~2017년, 배우:나미희

## 같이 보기
- 고구려
  - 보장왕 (642년 ~ 668년)
- 백제
  - 의자왕 (641년 ~ 660년)
- 당
  - 당 태종 (626년 ~ 649년)
  - 당 고종 (649년 ~ 683년)

## 참고 문헌
- 김부식, 삼국사기(三國史記)
- 일연, 삼국유사(三國遺事)
- 김대문, 화랑세기
- 이덕일, 여인열전 (김영사, 2003)
- 김용희, 상처입은 봉황 선덕여왕 (탄생부터 죽음까지 안개 속에 가려진 신라 천년의 최대 비밀) (다산초당, 2009)
- 신라 진덕여왕대(新羅 眞德女王代)의 정치개혁(政治改革) 무열왕(武烈王)의 즉위(卽位)와 관련하여 (임경빈 북악사론 3 1993)
- 신라중고기(新羅中古期)의 대중인식(對中認識)」(김영하, 『민족문화연구(民族文化硏究) 15 고려대학교 민족문화연구소 1980)
- 신라집사부(新羅執事部)의 성립(成立) (이기백 신라정치사회사연구(新羅政治社會史硏究) 일조각(一潮閣) 1974)

| 전 대 선덕여왕 | 제28대 신라 국왕 647년 - 654년 | 후 대 태종무열왕 |